# امل (آلاباما)
امل (به انگلیسی: Emelle) شهری در شهرستان سامتر ایالت آلاباما است که مساحت آن ۰٫۵۵ کیلومتر مربع است و در سرشماری سال ۲۰۱۰ میلادی، ۵۳ نفر جمعیت داشته و تراکم جمعیتی آن، ۹۶٫۳۶ نفر در هر کیلومتر مربع بوده‌است.